# 平野金華

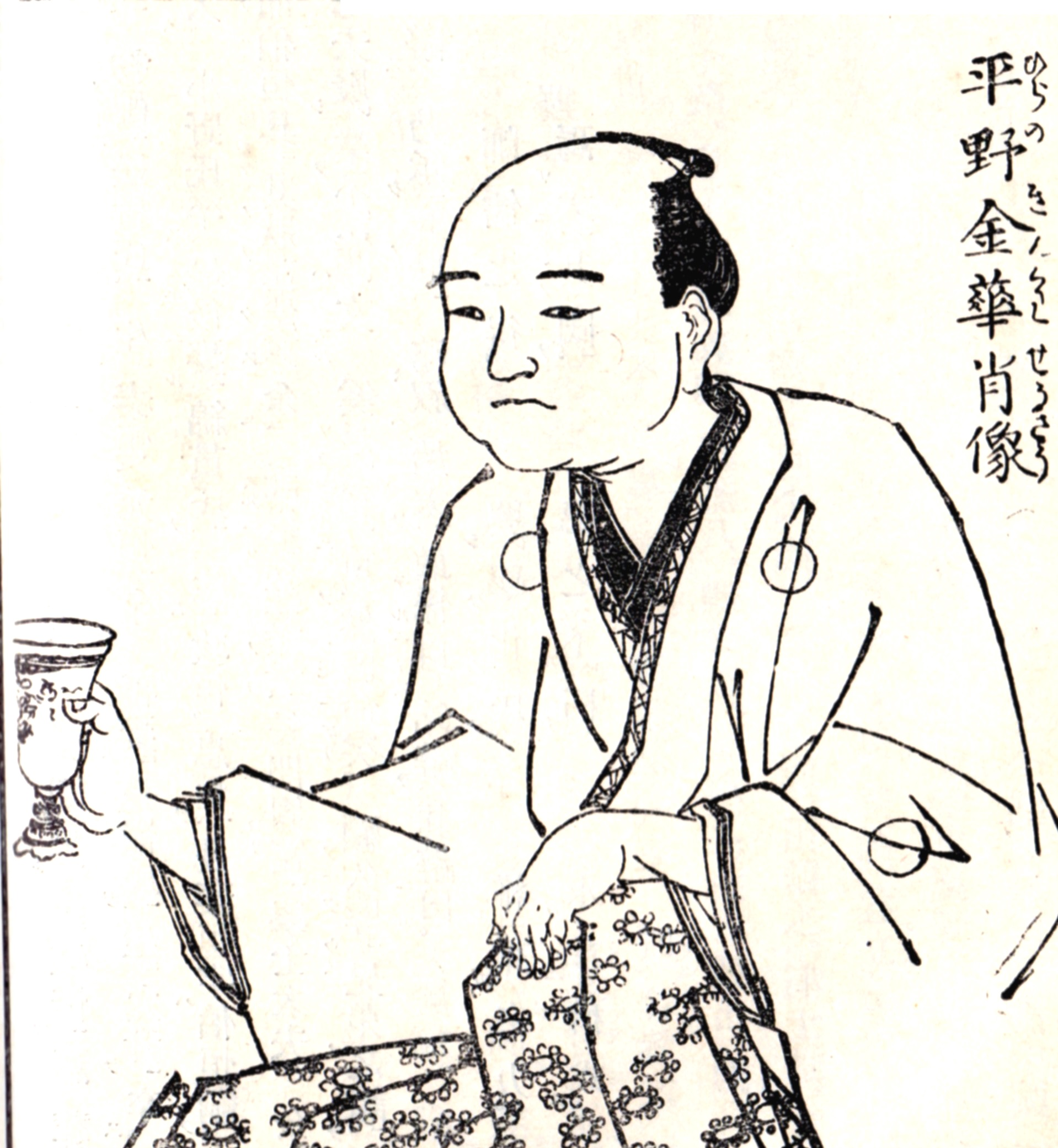
平野金華

平野 金華（ひらの きんか、元禄元年（1688年） - 享保17年7月23日（1732年9月11日））は、江戸時代中期の漢学者、漢詩人。名は玄中、字は子和、通称は源右衛門。諡号は文荘先生。号は出身地陸奥国の金華山に因む。
荻生徂徠門下の1人で、不真面目で攻撃的な性格からしばしば衝突を起こしたが、その詩才は周囲にも認められた。詩文面でなく、徂徠の経学面での継承も目指したが、著書が散逸しており、その具体的な思想は伝わらない。

## 生涯
元禄元年（1688年）、陸奥国田村郡三春城下清水谷（福島県田村郡三春町）に藩医の三男に生まれた。幼くして両親と死別し、元禄3年（1690年）、3歳から叔父の元で育てられ、一定の学問を授けられた。
宝永5年（1708年）一族の意向で江戸に出て、千田玄智に医術を学んだ。しかし、玄智の厳格な指導に対し、禁止されていた咄本を借りて玄関で読み、発見されて切り裂き燃やされる、禁止されていた囲碁を打ち碁盤を打ち砕かれるなど反抗的な行動が多く、遂に意に沿わない医業の道を断念した。
医術の道を諦めた金華は、玄智を通じて知遇を得た荻生徂徠に古文辞学の教えを請うた。話は詩論に及んだが、自分の知らない事柄が多いことを恥じ、数ヶ月間全代の詩を読んで風雅の旨を理解し、それまでの詩稿を焼いて新作の詩を徂徠に見せた所、認められた。入門時期は宝永6年（1709年）から正徳元年（1711年）の間である。蘐園内では、風流を好む服部南郭と親しく通じた一方、謹厳実直な太宰春台と対立した。徂徠相手にも、林希逸『荘子』注を批判する徂徠に対し、1人希逸を擁護した。また、「隅田川の東側が日本堤だ」と語る徂徠を笑うなど、横柄な態度は変わらなかったが、徂徠は「健忘のやうなる者」としながらも大きな問題とはしなかった。
正徳5年（1715年）5月、三河刈谷藩に出仕し、後に陸奥守山藩に仕えた。固より生活のため仕官することは本意ではなく、佳節に藩主に謁見する際には衣服を新調することを布告された際、禄の少ない下級家臣には無理だと反発し、妻の新服を来て出向いたが、藩主はこれを聞いて禄を加増したという。守山藩主松平頼寛を通じて水戸学に触れ、民族主義に傾倒した。
享保13年（1728年）8月、『金華稿刪』を刊行した。刊行中、宇野明霞『弾金華稿刪』に文の拙さを訂正され、これに僅かに従った。
享保17年7月23日（1732年9月11日）死去した。墓所は文京区向丘蓮光寺。墓は昭和4年（1929年）5月東京府指定旧跡となった。

## 著作
- 『金華稿刪』 - 『詩集日本漢詩』第4巻収録
- 『金華雑譚』
- 『古学範』
- 『酈陽遺編』
- 『文荘先生遺集』

## 有名詩
「早發深川　早（つと）に深川を発す」
```
月落人烟曙色分　月落ち、人煙曙色分かる
長橋一半限星文　長橋一半、星文を限る
連天忽下深川水　天に連つて忽ち下る深川の水
直向總州爲白雲　直ちに
総州
に向つて白雲と為る
```

## 家族
宝永末頃神田氏を娶り、3男2女を儲けたが、長男元幹（字は国礼）と末女以外夭折した。
その他、平野家には妾月小夜、奉公人染之助がおり、また猫を18匹飼っていた。